# Deutsche Apotheker- und Ärztebank

Logo bis 2020

Die Deutsche Apotheker- und Ärztebank eG ist eine deutsche Genossenschaftsbank mit Sitz in der nordrhein-westfälischen Landeshauptstadt Düsseldorf.

## Geschichte
Die Gründung einer pharmazeutischen Kreditgenossenschaft basierte auf dem Vorschlag des Apothekers Richard Oskar Mattern in einem Rundschreiben in der Pharmazeutischen Zeitung vom 19. November 1902. Am 19. Dezember 1902 wurde der Kredit-Verein Deutscher Apotheker (KREDA) durch eine Versammlung von 11 Apothekern in Danzig gegründet. Erster Vorstand des KREDAs war der 1856 geborene Apotheker Richard Oskar Mattern, der zuvor Besitzer einer Apotheke in Strasburg in Westpreußen gewesen war. Vor der Gründung des KREDAs war Mattern Besitzer der Adler-Apotheke in Danzig-Langfuhr. Zu den weiteren Mitgliedern des Vorstandes wurden die Apothekenbesitzer Hermann Knochenhauer, Kempke, Oskar Rehbein und Max Fleischer gewählt.

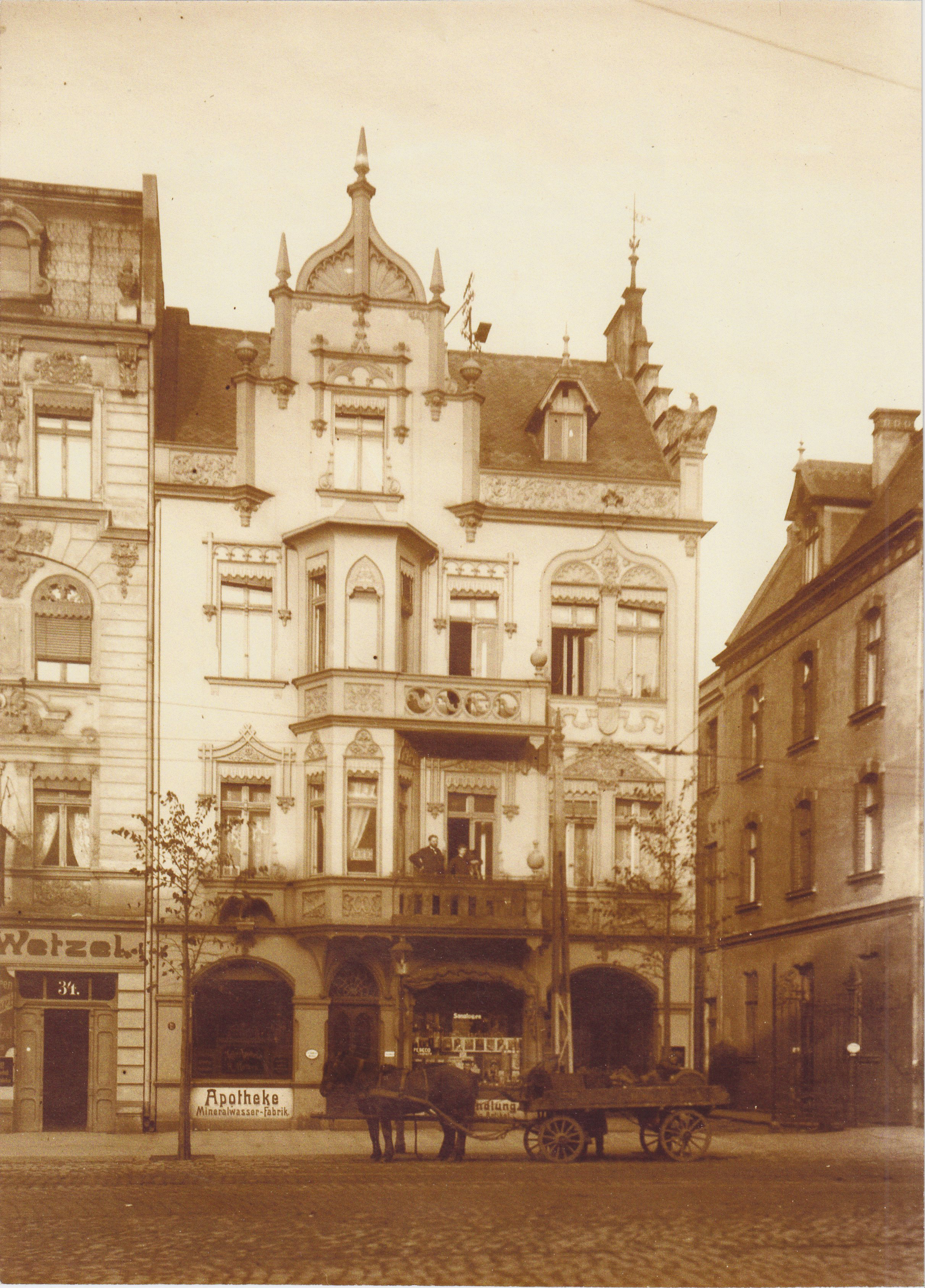
Die Apotheke von Richard Oskar Mattern

Die Initiative zur Gründung geht zurück auf die damalige schwierige wirtschaftliche Situation von Apotheken, deren Berufsstand sich in einer Wandlungskrise befand. Mattern und seine Mitstreiter bezweckten mit der Gründung, sich unabhängig vom Staat und dem damaligen Finanzwesen zu machen, nach dem Genossenschaftsprinzip füreinander einzustehen und gemeinsam für faire Kredite zu sorgen.
Erster Aufsichtsrat war der Apotheker Rudolf Moerler und übernahm das Amt des ersten Direktors noch im ersten Jahr der Gründung. 1938 wurde der Kredit-Verein in Deutsche Apothekerbank e.G.m.b.H. mit Sitz in Berlin umbenannt und 1939 mit dem Spar- und Kreditverein Deutscher Apotheker m.b.H. (SPARDA) mit Sitz in Berlin, an deren Aufbau Mattern aktiv beteiligt war, fusioniert. Nach der Schließung der Bank 1945 kam es 1948 zur Neugründung als Westdeutsche Apothekerbank e.G.m.b.H. in Düsseldorf, wo die Bank sich erfolgreich entwickelte. Der Sitz der Bank lag im Jahr 1949 in der Schumannstraße 81 im Stadtteil Düsseltal. Kurze Zeit später wurden die Geschäftstätigkeiten auf alle Heilberufe ausgedehnt. 1955 verschmolz die Westdeutsche Apothekerbank e.G.m.b.H mit der 1902 in Danzig gegründeten Deutschen Apothekerbank e.G.m.b.H in Berlin zur Deutschen Apothekerbank e.G.m.b.H. – Bank für das Gesundheitswesen mit Sitz in Düsseldorf. Nach dieser Fusion erfolgte der schrittweise Aufbau des Filialnetzes. Neben der Berliner Filiale gehörte die Filiale Stuttgart zu den ersten der Bank.
1957 erhielt die Bank ihren heute noch gültigen Namen „Deutsche Apotheker- und Ärztebank eGmbH“ (Apobank; Eigenschreibweise apoBank), 1961 wurde als Folge des starken Mitgliederzuwachses die Vertreterversammlung eingeführt. 1964 wurde mit einem Neubau des Verwaltungsgebäudes an der Heinrich-Heine-Allee 6 (vor 1963 noch Alleestraße 5/6) begonnen, der 1966 fertiggestellt war. 1972 überschritt die Bilanzsumme die 1 Mrd.-Grenze. Bereits 1974 galt die apoBank als größte genossenschaftliche Primärbank. 1976 wurde ein Verwaltungsneubau in der Emmanuel-Leutze-Straße 8 in Düsseldorf-Lörick errichtet. Der bisherige Hauptsitz wurde zur Niederlassung umgewandelt. 1982 gründete die apoBank eine eigene Leasinggesellschaft namens Apo-Leasing GmbH, die später wieder aufgelöst wurde.
1990 weitete die apoBank ihre Geschäftstätigkeit auf die neuen Bundesländer aus. 2018 erfolgte die Eröffnung des 85. Standorts der apoBank in Bochum. Die apoBank ist seit Jahren nach der Bilanzsumme mit Abstand die größte deutsche genossenschaftliche Primärbank.
Um das internationale Privatkundengeschäft auszubauen, erwarb die apoBank 1997 gemeinsam mit der ehemaligen WGZ Bank die Aktienmehrheit an der Uto Bank in Zürich (20 % übernahm die apoBank, 60 % erwarb die WGZ Bank. Im Jahr 2000 wurde die Uto Bank gänzlich an den südamerikanischen Bankier Joseph Safra weiterverkauft).

### APO-Immobilien-Kapitalanlagegesellschaft mbH (aik)
Für die Immobilien-Vermögensanlage der Versorgungswerke wurde 1998 die APO-Immobilien-Kapitalanlagegesellschaft mbH, kurz aik gegründet.

### Apo Asset Management GmbH (apoAsset)
Gemeinsam mit der Deutschen Ärzteversicherung AG gründete 1999 die apoBank die Apo Asset Management GmbH (apoAsset). ApoAsset ist auf die Verwaltung und Betreuung von Wertpapierfonds privater und institutioneller Kunden aus dem Heilberufssektor spezialisiert.

### medisign
Im Jahr 2004 wurde das Unternehmen medisign als gemeinsames Engagement der Deutschen Apotheker- und Ärztebank sowie der Privatärztlichen Verrechnungsstellen im PVS/Verband gegründet. 
Seit Ende 2015 ist die DGN Deutsches Gesundheitsnetz Service GmbH neuer Gesellschafter an der Seite der apoBank. medisign ist zugelassener Anbieter von elektronischen Heilberufs- und Praxisausweisen für das deutsche Gesundheitswesen. 2023 wurde die medisign GmbH auf die naontek AG verschmolzen. Die naontek AG war eine Tochtergesellschaft der apoBank, die 2019 gegründet worden war, um neue Dienstleitungen und Produkte, die Heilberuflerinnen und Heilberufler für ihren Beruf benötigen anzubieten. Nach der Verschmelzung kam es zu einer Rechtsformänderung und Umfirmierung in medisign GmbH. Das DGN Deutsches Gesundheitsnetz Service GmbH („DGN“) und apoBank halten jeweils 50 % der Aktien.
2018 startete die apoBank als Antwort auf die zunehmende Digitalisierung das Kompetenzzentrum „apoHealth“, um Heilberufler auf dem Weg in die digitale Praxis zu unterstützen.
2018 stockte die Bank ihre Beteiligung von 24 % auf 50 % minus 1 Aktie an der PROFI Erste Projektfinanzierungs- und Beteiligungsgesellschaft AG mit Sitz in Zürich (Schweiz) auf, die sich unter anderem mit Beteiligungen an Abrechnungsdienstleistungen für Zahnärzte, Apotheken und sonstige Leistungserbringer im Gesundheitsmarkt befasst.
Im Jahr 2019 gründete die apoBank zusammen mit der Zahnärztlichen Abrechnungsgenossenschaft eG ein Joint Venture in Düsseldorf. Mit der „Zahnpraxis der Zukunft (ZPdZ)“ wollen die Unternehmen Zahnmedizinern die Selbstständigkeit ermöglichen, ohne dass diese finanziell mit einem Praxiskauf belastet werden. Im Oktober 2019 nahm die erste Praxis in Düsseldorf ihren Betrieb auf.
Die apoBank erlebte zu Pfingsten 2020 bei einer missglückten IT-Migration einen (Teil-)Ausfall ihres Onlinebankings sowie integraler Bank- und Bezahlfunktionen, was zu einer massiven Verärgerung der Kundschaft geführt hat. Arztpraxen konnten ihr Personal teils nicht bezahlen, Debitkarten funktionierten nicht, Hotlines waren nicht erreichbar. Es wird mit massiven Folgekosten gerechnet. Wettbewerber der apoBank sprachen daraufhin wechselwillige Kunden an. Die Bank gab dem Dienstleister Fiducia & GAD IT eine Mitschuld, was dieser zurückwies.
Im Geschäftsjahr 2021 zahlte die apoBank eine Steuernachzahlung für das Jahr 2010 in Höhe von 48,8 Millionen Euro, weil sie kurzzeitig als Depotbank für die Cum-Ex-Geschäfte der Warburg Invest fungiert hatte.
Ebenfalls im Jahr 2021 verabschiedete die Bank erstmals eine Nachhaltigkeitsstrategie. Sie orientierte sich dabei an den Entwicklungszielen der Vereinten Nationen bzw. dem Pariser Klimaabkommen. Zu den Zielen gehörte, dass die Bank ihren Geschäftsbetrieb bis 2030 klimaneutral gestalten und über die gesamten Geschäftsaktivitäten hinweg, also inklusive des Bankgeschäfts für Kunden, bis 2045 klimaneutral sein (Netto-Null-Emissionen) will. 2024 hat die Bank ihre Nachhaltigkeitsstrategie überarbeitet und sich weitere Ziele im Bereich Umweltbelange, Sozialbelange und gute Unternehmensführung gegeben.
Matthias Schellenberg wurde am 1. März 2022 Vorstandsvorsitzender der apoBank.
Am 12. September 2022 verließ das Vorstandsmitglied Jenny Friese, zuständig für das Privatkundengeschäft, abrupt die apoBank. Ihr plötzlicher Weggang deutet auf ein gestörtes Vertrauensverhältnis zum Vorstandsvorsitzenden Matthias Schellenberg hin, der wegen eines angeblichen Interessenkonfliktes mit der Unternehmensberatung Boston Consulting Group beim Aufsichtsrat angezeigt worden war. Am 30. September 2022 verließ das Vorstandsmitglied Eckhard Lüdering, zuständig für das Ressort Risiko, ebenfalls vorzeitig die apoBank.
Zum 1. Januar 2023 wurde Sylvia Wilhelm Vorstandsmitglied und ihrer Funktion Nachfolgerin von Eckhard Lüdering in der Leitung des Risikoressorts. Außerdem wurde Thomas Runge zum 1. Januar 2023 in den Vorstand der apoBank berufen. Seither ist er zuständig für das Ressort IT, Produkte und Prozesse. Zum 1. Mai 2023 folgte Heiko Drews als Vertriebsvorstand. Dr. Christian Wiermann ist seit dem 1. Oktober 2023 Mitglied des Vorstands und verantwortet das Ressort Finanzen, Controlling und Bankbetrieb.
Ebenfalls zum 1. Oktober 2023 wurde Reinhard Pfingsten zum Chief Investment Officer (CIO) der apoBank ernannt und leitet in seiner Funktion die Vermögensverwaltung und das institutionelle Anlagegeschäft.
2022 hat die apoBank das Strategieprogramm Agenda 2025 gestartet. Ziel des Programms war, die Geschäftsaktivitäten auf ihre Kernkundschaft auszurichten, den Vertrieb zu stärken, Produkte und Prozesse zu optimieren und die wirtschaftliche Resilienz zu erhöhen. In diesem Zuge hat die Bank sich von einzelnen Geschäftsaktivitäten und Tochtergesellschaften getrennt. So hat sie z. B. das Verwahrstellengeschäft im Jahr 2024 auf die DZ BANK AG übertragen. Im gleichen Jahr hat sie ihre Tochtergesellschaft, die aik Immobilieninvestmentgesellschaft mbH veräußert.

## Rechtsverhältnisse
Die Deutsche Apotheker- und Ärztebank eG ist im Genossenschaftsregister beim Amtsgericht Düsseldorf unter GnR 410 eingetragen.

## Organisationsstruktur

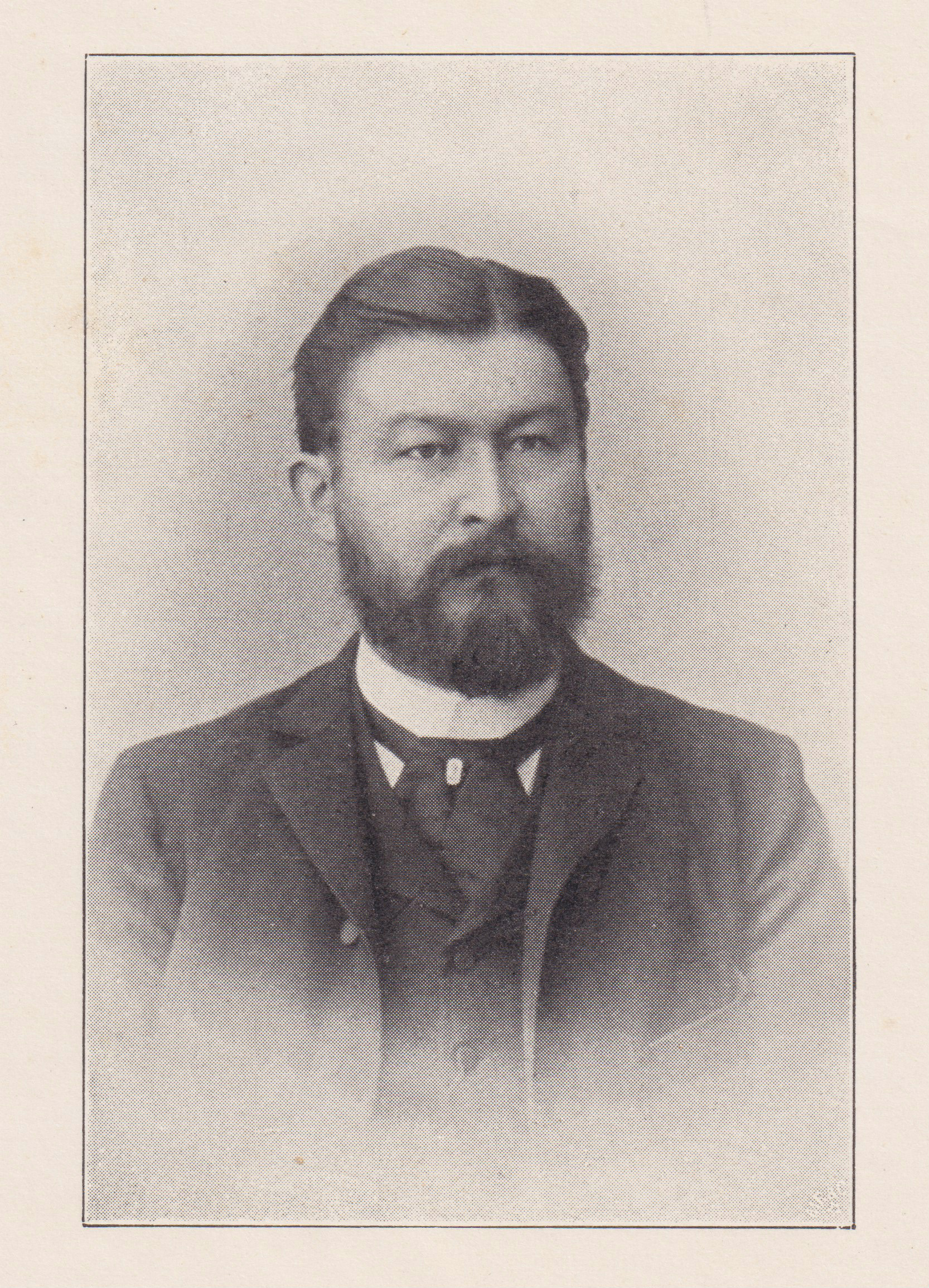
Richard Oskar Mattern - Gründer der apoBank

Rechtsgrundlagen sind das Genossenschaftsgesetz und die durch die Vertreterversammlung beschlossene Satzung. Organe der Bank sind der Vorstand, der Aufsichtsrat und die Vertreterversammlung.
Die apoBank besteht aus einem fünfköpfigen Vorstand und einem Aufsichtsrat aus 20 Mitgliedern. Dem Vorstand steht ein Beirat, bestehend aus über 150 Mitgliedern, zur Seite. Die Genossenschaft besteht aus 111.472 Mitgliedern, die von 2.341 Mitarbeitenden an 77 Standorten betreut werden.

## Sicherungseinrichtung
Die Deutsche Apotheker- und Ärztebank eG ist der amtlich anerkannten Sicherungseinrichtung des Bundesverbandes der Deutschen Volksbanken und Raiffeisenbanken GmbH und der zusätzlichen freiwilligen Sicherungseinrichtung des Bundesverbandes der Deutschen Volksbanken und Raiffeisenbanken e. V. angeschlossen.

## Geschäftsausrichtung
Der Schwerpunkt liegt auf der ökonomischen Förderung und Betreuung von akademischen Heilberuflern. Mit der apoBank ist in Deutschland nach der Bilanzsumme die größte genossenschaftliche Primärbank beheimatet.
Die Deutsche Apotheker- und Ärztebank eG steht in erster Linie akademischen Heilberuflern, wie Ärzten, Tierärzten, Zahnärzten, Psychotherapeuten und Apothekern, deren Familienangehörigen, den Standesorganisationen der akademischen Heilberufe sowie Firmenkunden im Gesundheitsmarkt, offen.

## Jahresabschlüsse
Die Finanzkrise 2008 und 2009 führte 2009 zu einem massiven Einbruch des Bilanzgewinns. Nachdem für das Geschäftsjahr 2009 keine Dividende ausgeschüttet wurde, hat die apoBank für die Geschäftsjahre 2010 bis 2018 wieder eine Dividende von 4 % gezahlt. Auch in den Geschäftsjahren 2019 und 2020 hat die apoBank einen Jahresüberschuss erwirtschaftet, der eine stabile Dividende für die Mitglieder der apoBank ermöglicht hätte. Nachdem die Europäische Zentralbank im Zuge der Corona-Pandemie die von ihr direkt beaufsichtigten Institute allerdings aufgefordert hatte, ihre Gewinnausschüttung zu vermeiden bzw. zu begrenzen, hat die apoBank für das Geschäftsjahr 2019 eine Dividende von 2 % ausgezahlt. Vom Gewinn des Geschäftsjahres 2020 wurde ein Vortrag auf das Geschäftsjahr 2021 gebildet, der einer Dividende von 4 % entspräche. Damit wurde die Grundlage geschaffen, die Mitglieder der apoBank angemessen auch am Geschäftserfolg des Jahres 2020 zu beteiligen. In den folgenden Jahren hat die apoBank 7 % (2021), 4 % (2022) und 6 % (2023) Dividende ausgezahlt.

## Beteiligungen
Tochterunternehmen und Beteiligungen ergänzen die Angebote der Apobank. Dazu gehören u. a. die apoAsset (Investmentspezialist) oder die medisign (Gesundheitstelematik).
- Apo Asset Management GmbH: 70 %
- APO Data-Service GmbH: 100 %
- apoDirect GmbH: 100 %
- ARZ Haan AG: 38 %
- Deutsche Ärzte Finanz Beratungs- und Vermittlungs-Aktiengesellschaft: 25 %
- DZR Deutsches Zahnärztliches Rechenzentrum GmbH: 16 %
- Finanz-Service GmbH der APO-Bank: 50 %
- medisign GmbH: 50 %
- PROFI Erste Projektfinanzierungs- und Beteiligungsgesellschaft AG: 100 %
- RiOsMa GmbH: 90 %
- Treuhand Hannover GmbH Steuerberatungsgesellschaft: 26 %
- ZA Zahnärztliche Abrechnungsgesellschaft Düsseldorf AG: 25 %
- ZPdZ – Zahnpraxis der Zukunft GmbH. 50 %

## Ehrungen
Die Deutsche Apotheker- und Ärztebank verleiht die Karl-Winter-Medaille an verdiente Mitglieder der Bank.

## Geschäftsgebiet
Das Geschäftsgebiet liegt mit 77 Filialen innerhalb des gesamten Bundesgebietes. Die Bank ist, im Gegensatz zu den meisten anderen genossenschaftlichen Banken in Deutschland, nicht regional begrenzt tätig.